# Kyjovská přehrada
Kyjovská přehrada je přehradní nádrž, která leží na soutoku Sýrového potoka a jeho bezejmenného přítoku na rozhraní Lužických hor a Českého Švýcarska v katastrálním území Kyjov u Krásné Lípy v nadmořské výšce asi 390 m. Svoji rozlohou nevelká nádrž (cca 2 ha) leží v úzkém údolí.

## Využití
Z ryb se zde vyskytuje pstruh obecný f. potoční, pstruh duhový, siven americký, kapr obecný, lín obecný, hrouzek obecný a okoun říční. Vyskytuje se zde ondatra pižmová, občas zavítá i vydra říční, ale trvale se zde nezdržuje. V jarních měsících zde můžeme zahlédnout čápa černého. V létě je přehrada hojně navštěvovaná lidmi nejen z blízkého okolí, ale i lidmi ze zahraničí či z jiných koutů Čech, proto funguje jako koupaliště, včetně stánku z občerstvením.

## Historie
Na stejném místě stála původní přehrada. V roce 1971[zdroj?] došlo během přívalového lijáku k jejímu protržení. Nádrž byla opravena, ale výška její hladiny je nyní nižší cca o 2 m.